# Antennenankopplung

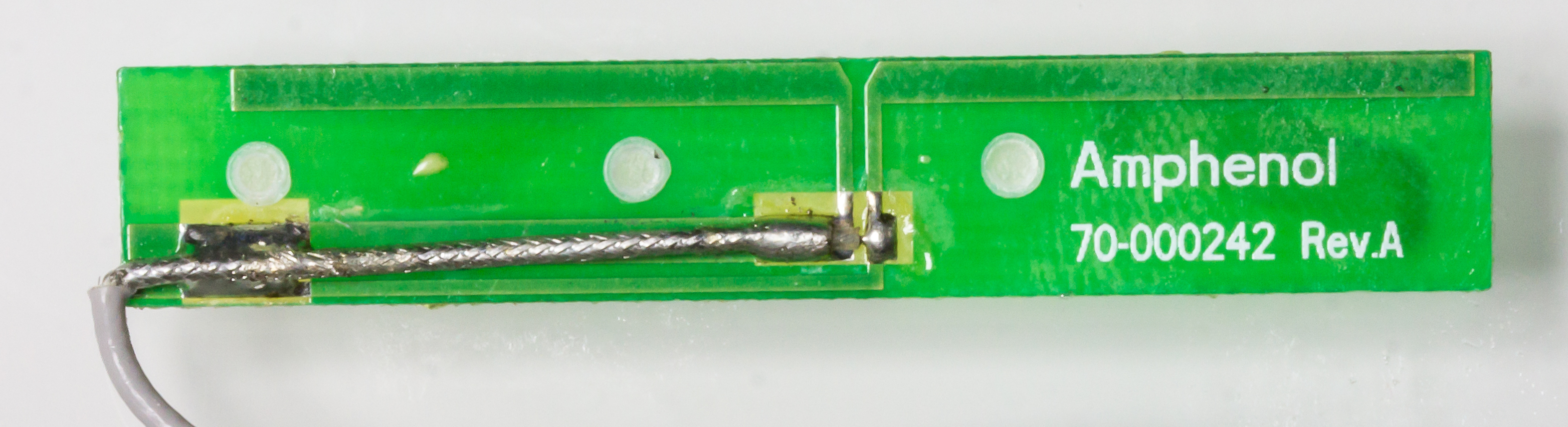
Oben: mittengespeister Halbwellendipol (λ/2), unten: kurzgeschlossene λ/4-Stichleitung zur Ankopplung der Koaxialleitung an den Dipol

Die Antennenankopplung bezeichnet in der Antennentechnik ein Verfahren, um eine Antenne elektrisch mit der Ausgangs- oder Empfangsstufe eines Funkgeräts zu verbinden. Dabei werden mittels einer Impedanzanpassung die unterschiedlichen Leitungswellenwiderstände der Antenne und der Übertragungsleitung zwischen Antenne und Funkgerät aufeinander abgestimmt. Die Ankopplung kann durch verschiedene Anpassstrukturen erfolgen.
Zusätzlich kann mit einem Balun eine Wandlung zwischen einer symmetrischen und einer asymmetrischen Signaleinspeisung erfolgen. Dies ist z. B. nötig, wenn eine Antenne mit symmetrischer Signaleinspeisung mit einem asymmetrischen Kabel wie einem Koaxialkabel verbunden werden soll.
Bei einer Fehlanpassung bei der Antennenankopplung kommt es zu stehenden Wellen. Dies ist mit einem Anstieg des Stehwellenverhältnisses (SWR) verbunden, wodurch nicht die vollständige Leistung zur Antenne übertragen werden kann. Bei Sendeanlagen wird dadurch nicht die maximale Leistung abgestrahlt, die Differenz wird zur Sendestufe reflektiert und kann dort zu thermischen Schäden führen. Bei Empfangsantennen führt eine fehlerhafte Antennenankopplung zu einer Verminderung des Empfangssignals am Eingang des Empfängers.